# On the Border
On the Border je tretji studijski album ameriške glasbene skupine Eagles, ki je izšel 22. marca 1974 pri založbi Asylum Records. Producent albuma je bil Bill Szymczyk, ker je skupina hotela za razliko od svojih prejšnjih albumov bolj rockovski zvok. On the Border je prvi skupinin album, pri katerem je sodeloval nov član skupine Don Felder. Album se je uvrstil na 17. mesto Billboardove lestvice, prodanih pa je bilo okrog 2 milijona izvodov.
Z albuma so izšli trije singli »Already Gone«, »James Dean« in »Best Of My Love«. Uvrstili so se na 32., 77 in 1. mesto. »Best of My Love« je postal prvi single skupine, ki je dosegel prvo mesto na lestvici.

## Ozadje
Album je bil sprva produciran s strani Glyna Johnsa, vendar je med snemanjem prišlo do nesoglasij med Johnsom in skupino. Skupina je namreč želela bolj hard rockovski zvok, kot si je to želel Johns. Skupina je zato odslovila Johnsa in zavrgla vse posnetke, razen skladb »Best of My Love« in »You Never Cry Like a Lover«.  Skupina se je preselila nazaj v Kalifornijo in najela producenta Billa Szymczyka. Szymczyk je predlagal skupini novega kitarista, ki naj bi skladbi »Good Day in Hell« dodal slide kitaro. Bernie Leadon je predlagal svojega prijatelja Dona Felderja. Skupina je bila nad njim tako navdušena, da ga je povabila v skupino kot petega člana.

## Seznam skladb
| Stran 1 | Stran 1                                                 | Stran 1 |
| Št.     | Naslov                                                  | Dolžina |
| ------- | ------------------------------------------------------- | ------- |
| 1.      | „Already Gone‟ (Jack Tempchin, Robb Strandlund)         | 4:15    |
| 2.      | „You Never Cry Like a Lover‟ (J.D. Souther, Don Henley) | 4:00    |
| 3.      | „Midnight Flyer‟ (Paul Craft)                           | 3:55    |
| 4.      | „My Man‟ (Bernie Leadon)                                | 3:29    |
| 5.      | „On the Border‟ (Don Henley, Bernie Leadon, Glenn Frey) | 4:23    |

| Stran 2         | Stran 2                                                             | Stran 2 |
| Št.             | Naslov                                                              | Dolžina |
| --------------- | ------------------------------------------------------------------- | ------- |
| 6.              | „James Dean‟ (Jackson Browne, Glenn Frey, J.D. Souther, Don Henley) | 3:38    |
| 7.              | „Ol' '55‟ (Tom Waits)                                               | 4:21    |
| 8.              | „Is It True?‟ (Randy Meisner)                                       | 3:14    |
| 9.              | „Good Day in Hell‟ (Don Henley, Glenn Frey)                         | 4:25    |
| 10.             | „Best of My Love‟ (Don Henley, Glenn Frey, J.D. Souther)            | 4:34    |
| Skupna dolžina: | Skupna dolžina:                                                     | 40:29   |

## Zasedba

### Eagles
- Don Felder – solo kitara (1), slide kitara (9)
- Glenn Frey – vokali, kitare, slide kitara, klavir
- Don Henley – vokali, bobni
- Randy Meisner – vokali, bas kitara
- Bernie Leadon – vokali, kitare, banjo, pedal steel kitara

### Dodatni glasbeniki
- Al Perkins – pedal steel kitara (7)

## Singli
- "Already Gone"/"Is It True" - Asylum 11036; izdan 19. aprila 1974
- "James Dean"/"Good Day in Hell" - Asylum 45202; izdan 14. avgusta 1974
- "Best of My Love"/"Ol' 55" - Asylum 45218; izdan 5. novembra 1974